# Powiat Litomierzyce

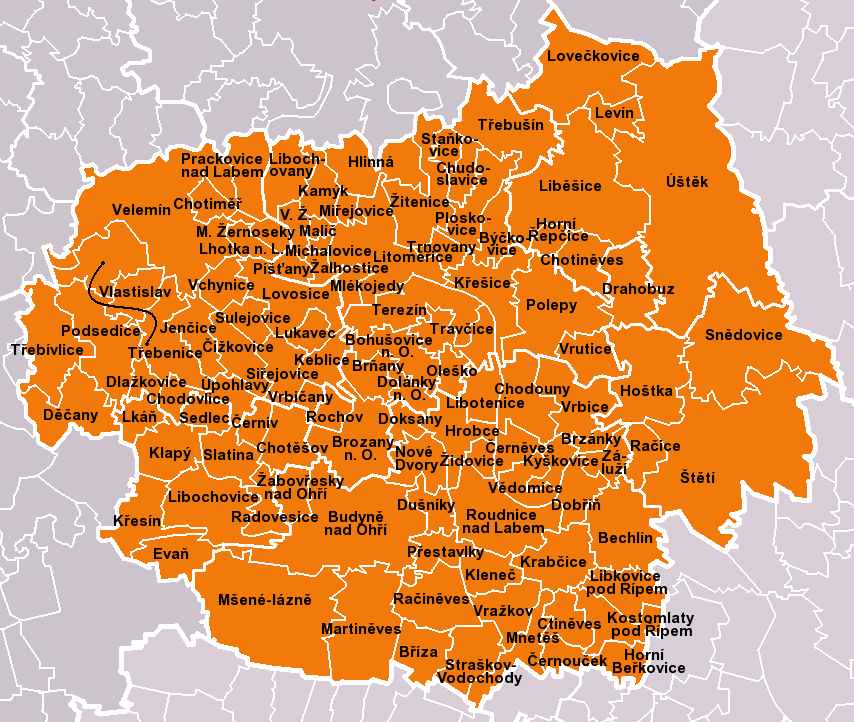
Powiat Litomierzyce

Powiat Litomierzyce (czes. Okres Litoměřice) – powiat w Czechach, w kraju usteckim. Jego siedziba znajduje się w mieście Litomierzyce. Powierzchnia powiatu wynosi 1032,12 km², zamieszkuje go 114 953 osób (gęstość zaludnienia wynosi 111,39 mieszkańców na 1 km²). Powiat ten liczy 105 miejscowości, w tym 10 miast.
Od 1 stycznia 2003 powiaty nie są już jednostką podziału administracyjnego Czech. Podział na powiaty zachowały jednak sądy, policja i niektóre inne urzędy państwowe. Został on również zachowany dla celów statystycznych.

## Struktura powierzchni
Według danych z 31 grudnia 2003 powiat ma obszar 1032,12 km², w tym:
- użytki rolne – 71,53%, w tym 81,77% gruntów ornych
- inne – 28,47%, w tym 57,27% lasów
- liczba gospodarstw rolnych: 847

## Demografia
Dane z 31 grudnia 2003:
| Opis        | Ogółem  | Kobiety       | Mężczyźni     |
| ----------- | ------- | ------------- | ------------- |
| populacja   | 114 953 | 58 269 50,69% | 56 684 49,31% |
| średni wiek | 38,5    | 40,81         | 37,80         |

- gęstość zaludnienia: 111,39 mieszk./km²
- 62,15% ludności powiatu mieszka w miastach.

## Zatrudnienie
| Mieszkańcy ze stałym zatrudnieniem | 23 252       |
| Średnia pensja miesięczna          | 14 481 koron |
| Bezrobotni                         | 7875         |
| Stopa bezrobocia                   | 14,38%       |

## Szkolnictwo
W powiecie Litomierzyce działają:
| Rodzaj szkoły                   | Liczba szkół |
| ------------------------------- | ------------ |
| Przedszkola                     | 64           |
| Szkoły podstawowe               | 49           |
| Gimnazja                        | 4            |
| Szkoły średnie techniczne       | 12           |
| Szkoły średnie ogólnokształcące | 8            |
| Szkoły wyższe                   | 3            |

## Służba zdrowia
| Lekarze                               | 393 |
| Szpitale                              | 2   |
| Specjalistyczne ośrodki terapeutyczne | 4   |
| Gabinety dentystyczne                 | 55  |
| Apteki                                | 26  |